# Anders Lorange
Anders Lund Lorange (1847-1888) est un archéologue norvégien.

## Sa vie
Anders Lund Lorange est né le 12 avril 1847 à Fredrikstad en Norvège. Cinquième des sept enfants de Hans Andreas Lorange (1806-1896) et Georgine Fredrikke Lund (1814-1892)
, il épousa le 18 avril 1877 Emma Gadde. Il est mort le 26 septembre 1888.

## Son œuvre
Anders Lund Lorange était avocat et archéologue amateur, avant de devenir un professionnel de l'archéologie. En 1876, il est nommé conservateur du musée de Bergen.
En 1886, il a effectué les fouilles de la tombe du tumulus de Storhaug, datant de la période 680-750, c'est-à-dire avant l'âge Viking.
Anders Lund Lorange a présenté une théorie sur l'exportation et le commerce à grande échelle d'armes franques en Scandinavie au VIIIe siècle, élaborée à partir de l'étude de capitulaires carolingiens et de textes anciens
.
Au cours de sa vie, Anders Lund Lorange a constitué une considérable collection personnelle d'antiquités, conservée depuis sa mort en 1888 par l'institut d'archéologie de l'université d'Oslo et son musée historique et culturel.